# Lawrence Shankland
Lawrence Shankland, né le 10 août 1995 à Glasgow (Écosse), est un footballeur international écossais, qui évolue au poste d'attaquant au Hearts.

## Biographie

### En club
Le 3 juillet 2019, il rejoint Dundee United.
Le 11 août 2021, il rejoint Beerschot.
Le 20 juillet 2022, il rejoint Hearts.

### International
Le 10 octobre 2019, il fait ses débuts pour Écosse, lors d'un match contre la Russie.
En juin 2024, il fait partie de la liste des 26 joueurs convoqués par Steve Clarke pour disputer l'Euro 2024.

## Palmarès
- Champion de la troisième division écossaise avec Ayr United  en 2018.
- Champion de la deuxième division écossaise avec Dundee United  en 2020.

### Distinctions personnelles
- Membre de l'équipe-type de Scottish League One en 2018
- Membre de l'équipe-type de Scottish Championship en 2019
- Meilleur buteur de Scottish Championship en 2019
- Membre de l'équipe-type de Scottish Premiership en 2024.